# Список генеральних консулів КНР у Крайстчерчі
Нижче наведений список генеральних консулів Китайської Народної Республіки в Крайстчерчі, Нова Зеландія.

## Список

### З 2010
Генеральне консульство у Крайстчерчі було офіційно відкрито 2 грудня 2011 року.
| Генеральний консул | Дата призначення | Дата вступу на посаду | Дата звільнення |
| ------------------ | ---------------- | --------------------- | --------------- |
| Тань Сютянь        | Листопад 2010    |                       | Серпень 2014    |
| Цзінь Чжицзянь     | Вересень 2014    | 5 вересня 2014        | Вересень 2017   |
| Ван Чжицзянь       | Вересень 2017    | Вересень 2017         | Грудень 2021    |
| Хе Їн              | березень 2022    | 24 березня 2022       |                 |